# 你喲
《你喲》（君って）為日本歌手西野加奈於2010年11月3日發行之12th單曲。

## 解說
- 與前作《if》相隔約3個月。
- 標題曲〈你喲〉為電視劇《飛特族、買個家。》的插入曲。[2]
- B面曲〈GIRLS GIRLS〉為《ViVi増刊 SHIBUYA109BOOK Vol.2》的形象歌曲。

## 發行版本
- CD ONLY（初回限定盤）
  - 特別寫真封面
- CD ONLY（普通盤）

## 曲目
1. 你喲
作詞：Kana Nishino、作曲：SAEKI youthK(rhythm zone)、編曲：Kotaro Egami
  - 富士電視台電視劇《飛特族、買個家。》的插入曲
2. Christmas Love
作詞：Kana Nishino・GIORGIO13、作曲・編曲：Giorgio Cancemi
3. GIRLS GIRLS
作詞：Kana Nishino・DJ Mass(VIVID Neon*) & Olivia Burrell、作曲：DJ Mass(VIVID Neon*)・Toshihiro Takita・Olivia Burrell・Takashi Yamaguchi、 編曲：VIVID Neon* & Takashi Yamaguchi
  - 《ViVi増刊 SHIBUYA109BOOK Vol.2》的形象歌曲